# Scottish Aviation Bulldog
Lo Scottish Aviation Bulldog è un aereo da addestramento basico monomotore, bi-triposto e monoplano ad ala bassa, sviluppato, come B.125 Bulldog, dall'azienda aeronautica britannica Beagle Aircraft nei tardi anni sessanta e prodotto inizialmente dalla Scottish Aviation (Bulldog) Limited e nei suoi ultimi esemplari dalla subentrata British Aerospace (BAe).
Addestratore dalle misure compatte, caratterizzato principalmente dall'ampia cabina di pilotaggio a due posti affiancati, dietro ai quali è ricavato un terzo posto opzionale per l'equipaggio, e dal carrello d'atterraggio triciclo anteriore fisso, venne sviluppato per il mercato dell'aviazione militare trovando comunque impiego anche in ambito civile, venduto sul mercato dell'aviazione generale dopo la radiazione del servizio ed utilizzato dai proprietari come warbird nelle manifestazioni aeree.
L'ultimo utilizzatore militare che ha avuto in linea il Bulldog furono le Forze armate maltesi che operarono nella loro componente aerea, l'Air Wing, con 4 esemplari Serie 120 ex RAF dal

## Utilizzatori

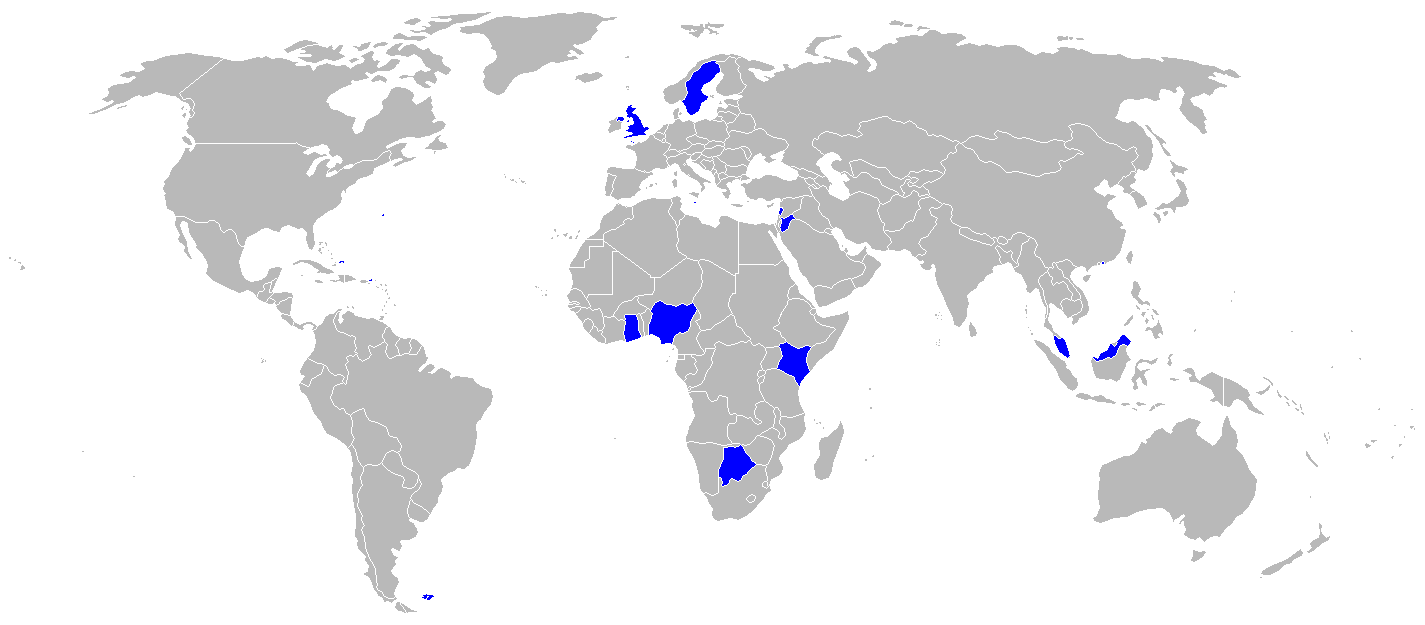
Le nazioni che hanno utilizzato il Bulldog nelle proprie aeronautica militari.

Botswana
- Botswana Defence Force Air Wing

operò con sei esemplari in servizio dal 1991 al 1999.
 Ghana
- Ghana Air Force

 Giordania
- Al-Quwwat al-Jawwiyya al-malikiyya al-Urdunniyya

 Hong Kong
- Royal Hong Kong Auxiliary Air Force

 Kenya
- Kenya Air Force

14 tra T-103 e T-127 acquisiti tra il 1972 ed il 1977, ne restano in servizio 7 all'aprile 2022.
 Libano
- Al-Quwwat al-Jawwiyya al-Lubnaniyya

6 Bulldog Mk. 126 consegnati, messi in deposito nel 1995, tre esemplari riportati in condizioni di volo intorno al 2008.
 Malaysia
- Tentera Udara Diraja Malaysia

 Malta
- Air Wing of Armed Forces of Malta

 Nigeria
- Nigerian Air Force

 Regno Unito
- Royal Air Force

 Svezia
- Svenska Flygvapnet
- Försvarsmaktens Helikopterflottilj

## Velivoli comparabili
Finlandia
- Valmet L-70 Vinka

 Italia
- SIAI-Marchetti SF-260